# Aerolíneas Argentinas
Aerolíneas Argentinas (tên chính thức Aerolíneas Argentinas SA, là hãng hàng không lớn nhất của Argentina. Hãng hàng không này đã được thành lập vào năm 1949 từ việc sáp nhập bốn công ty bắt đầu hoạt động vào tháng 12 năm 1950. Một liên danh dẫn đầu bởi Iberia nắm quyền kiểm soát hãng hàng không này vào năm 1990, và Grupo Marsans mua lại công ty này và các công ty con vào năm 2001, sau một thời gian khó khăn tài chính khiến hãng có nguy cơ đóng cửa. Công ty đã được điều hành bởi chính phủ Argentina từ cuối năm 2008, khi đất nước này giành lại quyền kiểm soát đối với hãng hàng không sau khi hãng được tiếp quản từ các chủ sở hữu Tây Ban Nha. Tính đến tháng 10 năm 2013, Aerolíneas Argentinas là công ty quốc doanh là hãng hàng không quốc gia của Argentina. Hãng có trụ sở chính tại Buenos Aires.
Aerolíneas Argentinas và công ty chị em của nó là Austral Líneas Aéreas hoạt động từ hai trung tâm, cả hai đều nằm trong Buenos Aires: Aeroparque Jorge Newbery và Sân bay quốc tế Ministro Pistarini. Aerolíneas có một đội máy bay Boeing 737-700 và 737-800 để phục vụ đường bay nội địa và khu vực, trong khi các tuyến bay liên lục địa đang bay với máy bay A330-340. Hãng gia nhập liên minh hàng không SkyTeam cuối tháng 8 năm 2012; bộ phận hàng hóa của hãng hàng không này đã trở thành một thành viên của SkyTeam Cargo trong tháng 11 năm 2013.

## Thỏa thuận liên danh
- Aeroflot
- Aeroméxico
- Air Europa
- Air France
- Air New Zealand
- Alitalia
- Delta Air Lines
- El Al
- Gol Transportes Aéreos
- KLM
- Korean Air

## Đội bay
Tính đến tháng 7/2021:
| Máy bay          | Đang vận hành | Đặt hàng | Hành khách | Hành khách | Hành khách | Ghi chú                               |
| Máy bay          | Đang vận hành | Đặt hàng | C          | Y          | Tổng       | Ghi chú                               |
| ---------------- | ------------- | -------- | ---------- | ---------- | ---------- | ------------------------------------- |
| Airbus A330-200  | 10            | —        | 24         | 248        | 272        |                                       |
| Boeing 737-700   | 8             | —        | 8          | 120        | 128        | LV-BZA mang màu sơn liên minh Skyteam |
| Boeing 737-800   | 30            | —        | 8          | 162        | 170        |                                       |
| Boeing 737 MAX 8 | 5             | 8        | 8          | 162        | 170        |                                       |
| Embraer 190      | 26            | —        | 8          | 88         | 96         |                                       |
| Tổng cộng        | 79            | 8        |            |            |            |                                       |